# Consejo para el futuro del mundo

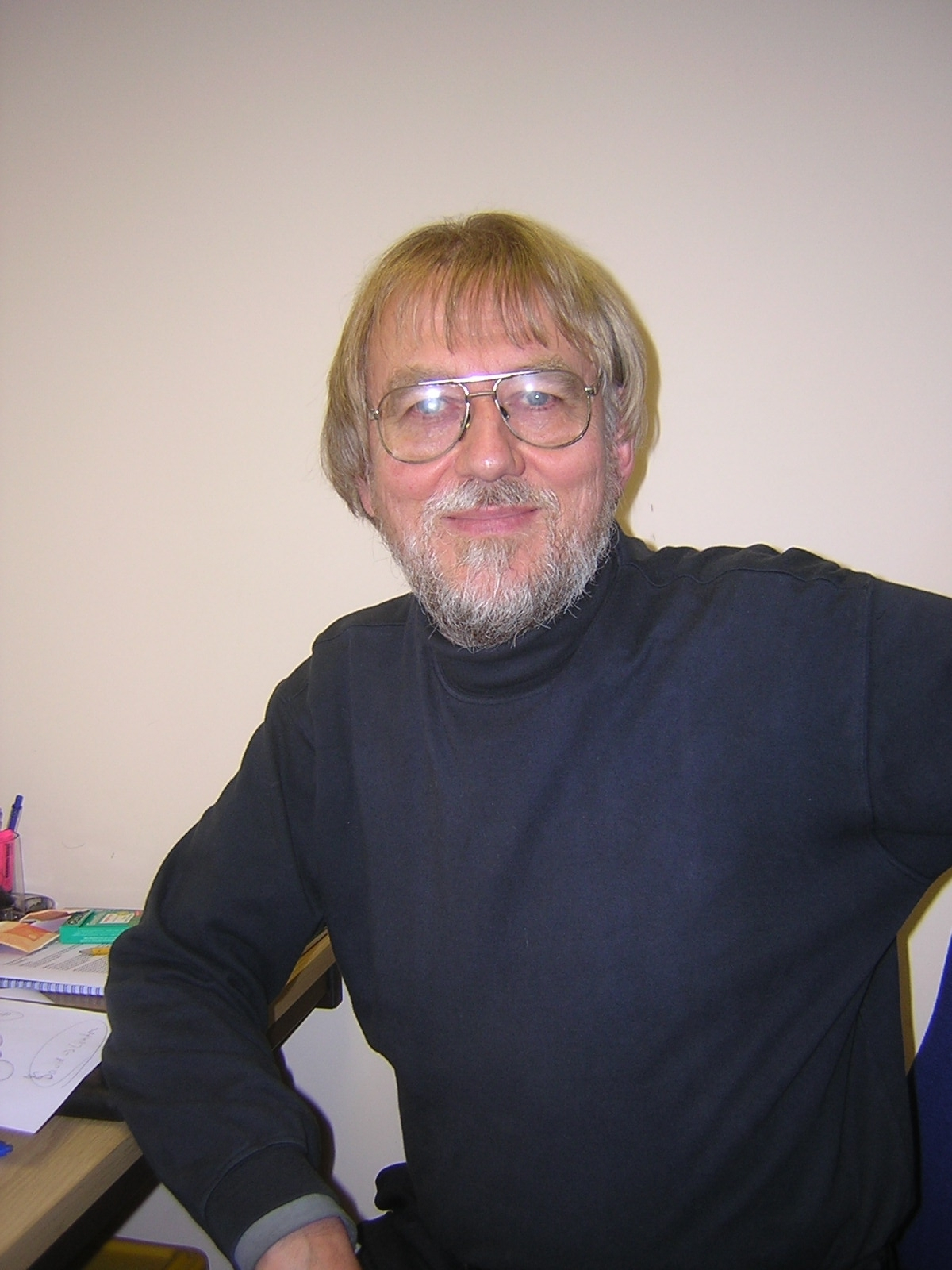
Presidente del Consejo para el futuro del mundo, Jakob von Uexküll.

El Consejo para el futuro del mundo (en inglés: « World Future Council –WFC– ») surgió como una idea en el año 2000 impulsada por Jakob von Uexkull (político sueco-alemán y exmiembro del Parlamento Europeo). Esta idea comenzó a transformarse en realidad en el año 2004, gracias a la importante colaboración de Herbert Girardet (ecologista alemán).
El «Consejo para el futuro del mundo» (denominación traducida a veces como « Consejo Mundial Futuro » o como « Consejo Mundial sobre el Futuro ») representa y reagrupa los intereses de las futuras generaciones, ubicándolos al centro de las decisiones políticas. La idea es que este consejo se encuentre integrado por personalidades íntegras en el plano ético, respetadas y reconocidas por la opinión pública.

## Historia
El « Consejo por el futuro del mundo » surgió como una idea del escritor y militante político sueco Jakob von Uexkull, en reacción a las tendencias políticas de todos los rincones del planeta, con frecuencia dominadas por el corto plazo y el pensamiento económico. La idea de crear un consejo mundial de este tipo, fue dada a difusión en el año 2000 a través de la radiodifusión alemana, e inmediatamente retomada por la televisión alemana, que expresó su interés en difundir las sesiones de este Consejo.
En octubre del año 2004, esta organización fue oficialmente impulsada en Londres, con el respaldo de fondos de donantes privados de Alemania, Suiza, Estados Unidos, y Reino Unido. 
Y a partir del año 2006, la sede social se estableció en Hamburgo, donde el Consejo por el futuro del mundo fue registrado como una fundación de beneficencia. Filiales pronto fueron establecidas en Londres, Bruselas, Delhi, y Washington D. C.. El consejo como tal sesionó formalmente por primera vez en mayo de 2007, en Hamburgo.
Este consejo trabaja en estrecha colaboración con las redes internacionales (alrededor de 25 000 de entre ellas de tipo parlamentario, y unas 8000 integradas por organizaciones de la sociedad civil), con la finalidad primordial de identificar y difundir soluciones a largo plazo para las distintas problemáticas mundiales que se planteen.

### Campaña respecto del clima
El cambio climático es una de las temáticas fundamentales que es abordada a través del consejo, cuya misión en este sentido es la de definir claramente las opciones de estabilización del clima como una necesidad fundamental, destacando la responsabilidad humana en cuanto a la estructuración de un mundo más justo, pacífico, y durable, a poder dejar a las futuras generaciones. Las actividades del consejo se centran principalmente en la transformación de los sistemas energéticos a nivel planetario.
El objetivo de esta campaña es el de promover una transición hacia energías renovables, limpias y seguras, de origen descentralizado, y al mismo tiempo y por algún mecanismo, de ir reduciendo la demanda mundial total de energía. Otras de las temáticas abordadas en la campaña clima son : las ciudades durables ; los sistemas alimentarios durables ; la conservación de la selva tropical ; la creación de una 'Agencia Internacional de la energía renovable'.
El desarrollo de esta campaña, ha dado lugar a resultados concretos, y entre ellos :
- Agencia Internacional de las Energías Renovables (en inglés: International Renewable Energy Agency –IRENA–) fue oficialmente creada en Bonn, el 26 de enero de 2009.[9][10][11][12]

## Consejeros
Los consejeros trabajan intentando encarnar « la voz de las generaciones futuras », y contribuyen a través de sus respectivas experiencias, a concretar proposiciones orientadas a asegurar la transición hacia un mundo más sano y agradable para el disfrute de nuestros descendientes.:
- Hafsat Abiola (1974-), activista nigeriana de derechos humanos
- Ibrahim Abouleish (1937-), químico egipcio, elegido consejero en 2007[14][15][16]
- Maude Victoria Barlow (1947-), escritora y activista canadiense
- Rae Kwon Chung (1917-1994), embajador coreano del cambio climático[17]
- Tony Colman
- Marie-Claire Cordonier Segger
- Hans-Peter Dürr (1929-2014), físico alemán, consejero fundador desde 2006[18]
- Nicholas Dunlop,
- Jared Duva
- El Hassan bin Talal
- Tewolde Berhan Gebre Egziabher
- Riane Tennenhaus Eisler (1937-), académica austriaca, escritora, abogada y activista social
- Scilla Elworthy
- Fabio Feldman
- Tim Flannery
- Rafia Gubash
- Olivier Giscard d'Estaing,
- Cyd Ho
- Wes Jackson
- Ashok Khosla
- CS Kiang
- Rolf Kreibich
- David Krieger
- Wangari Muta Maathai (1940-2011), Premio Nobel de la Paz, consejero honorario desde el 29 de julio de 2009, y fallecido el 25 de septiembre de 2011
- Rama Mani
- Stephen A. Marglin
- Manfred Max-Neef (1932-), economista chileno, consejero
- Frances Moore Lappé
- Youssou N'Dour (1959-)
- Katiana Orluc
- Ahmedou Ould-Abdallah
- Martin Almada
- Vithal Rajan
- Vandana Shiva (1952-), físico cuántico, elegido en mayo de 2007[7][19]
- Sulak Sivaraksa
- Count Sponeck
- Motoyuki Suzuki
- Pauline Tangiora
- Judge CG Weeramantry
- Francisco Whitaker
- Anders Wijkman